# Nagawki
Nagawki [pronunciación en polaco: /naˈɡafki/] es un pueblo ubicado en el distrito administrativo de Gmina Dmosin, dentro del condado de Brzeziny, Voivodato de Łódź, en el centro de Polonia. Se encuentra a unos 3 kilómetros al sureste de Dmosin, a 13 kilómetros al norte de Brzeziny, y a 26 kilómetros al noreste de la capital regional Łódź.